# Recover, Vol. 1
Recover, Vol. 1 é um EP lançado pela cantora norte-americana Amy Lee em 19 de fevereiro de 2016. Dispõe de quatro covers realizados por Lee.

## Antecedentes
Durante uma entrevista de rádio em julho de 2015, Lee declarou que estava gravando covers e manifestou interesse em lançá-los pela internet. Em 27 de outubro de 2015, a primeira música lançada foi "It's a Fire" do Portishead, seguida de "With or Without You" do U2 em 10 de novembro de 2015, "Going to California" do Led Zeppelin em 1º de dezembro de 2015 e, por fim, "Baby Did a Bad, Bad Thing" de Chris Isaak em 15 de dezembro de 2015. Todos os covers contêm um clipe dirigido por Eric Ryan Anderson.
O último cover foi originalmente gravado em 2009 para a trilha sonora de O Segredo da Cabana, mas rejeitado pelos diretores. Depois foi cogitado para ser incluso na versão original do terceiro álbum do Evanescence, produzida por Lillywhite em 2010, porém foi rejeitada pela então gravadora, Wind-up Records.

## Faixas
| N.º            | Título                                             | Compositor(es)                           | Produtor(es)                            | Duração |  |
| 1.             | "It's a Fire" (cover de Portishead)                | Geoff Barrow, Beth Gibbons, Adrian Utley |                                         | 3:43    |  |
| 2.             | "With or Without You" (cover de U2)                | Daniel Lanois, Brian Eno                 |                                         | 4ː09    |  |
| 3.             | "Going to California" (cover de Led Zeppelin)      | Jimmy Page, Robert Plant                 |                                         | 3ː24    |  |
| 4.             | "Baby Did a Bad, Bad Thing" (cover de Chris Isaak) | Chris Isaak                              | Amy Lee, Steve Lillywhite, Will B. Hunt | 2ː48    |  |
| Duração total: | Duração total:                                     | Duração total:                           | Duração total:                          | 13ː53   |  |